# Eat It (singolo)
Eat It è un singolo novelty del cantante statunitense "Weird Al" Yankovic estratto dall'album "Weird Al" Yankovic in 3-D ed è la parodia della canzone Beat It del cantante pop Michael Jackson. Il singolo raggiunse la dodicesima posizione nella Billboard Hot 100, diventando così il primo singolo di Yankovic a raggiungere una posizione in classifica maggiore fino all'ottobre 2006, dove il singolo White & Nerdy raggiungerà la nona posizione in classifica.
Il singolo vinse anche un Grammy Awards come "Registrazione dell'anno". Il 19 ottobre 1989, la RIAA certificò Eat It come disco d'oro.

## Significato
La canzone parla di un genitore esasperato che cerca di insegnare ai suoi figli come mangiare bene.

## Tracce
Rilascio 1984
1. Eat It - 3:19
2. That Boy Could Dance - 3:32

Rilascio 1985-1993
1. Eat It - 3:19
2. I Lost on Jeopardy - 3:26

## Il video
Il video di "Eat It" è la parodia del video di "Beat It", dove si possono notare alcuni cambiamenti e vari effetto sonori comici.
L'assolo di chitarra è fatto dal produttore Rick Derringer, ma nel video si può vedere che è fatto dal chitarrista Jim West.
La fine del video invece è ispirata alla fine del video della canzone "Thriller".

## Classifiche
| Classifica (1984)             | Posizione massima |
| ----------------------------- | ----------------- |
| Australian ARIA Singles Chart | 1                 |
| Official Singles Chart        | 36                |
| U.S. Billboard Hot 100        | 12                |